# Joachim Rønneberg
Joachim Rønneberg (30. srpna 1919 Ålesund – 21. října 2018 tamtéž) byl rozhlasový hlasatel a norský důstojník, který byl během 2. světové války nejmladším účastníkem Operace Gunnerside, jejímž cílem bylo zničení zařízení pro výrobu těžké vody v továrně Norsk Hydro v okupovaném norském městečku Rjukan v kraji Telemark, neboť existovala obava z případného použití tamní produkce nacistickým Německem pro vývoj atomové bomby.

## Život během války
Po začátku nacistické okupaci uprchl s dalšími osmi přáteli na lodi do Skotska. Ve Velké Británii se přidal k norským odbojářům. V únoru 1943 jako velitel seskočil spolu s dalšími pěti Nory poblíž továrny na těžkou vodu v Rjukanu - Vemorku. Na konci února odbojáři úspěšně položili výbušniny v podzemí továrny.
Po výbuchu se skupině podařilo uprchnout do neutrálního Švédska.

## Ocenění
V roce 1943 získal nejvyšší norské vyznamenání Válečný kříž s mečem.

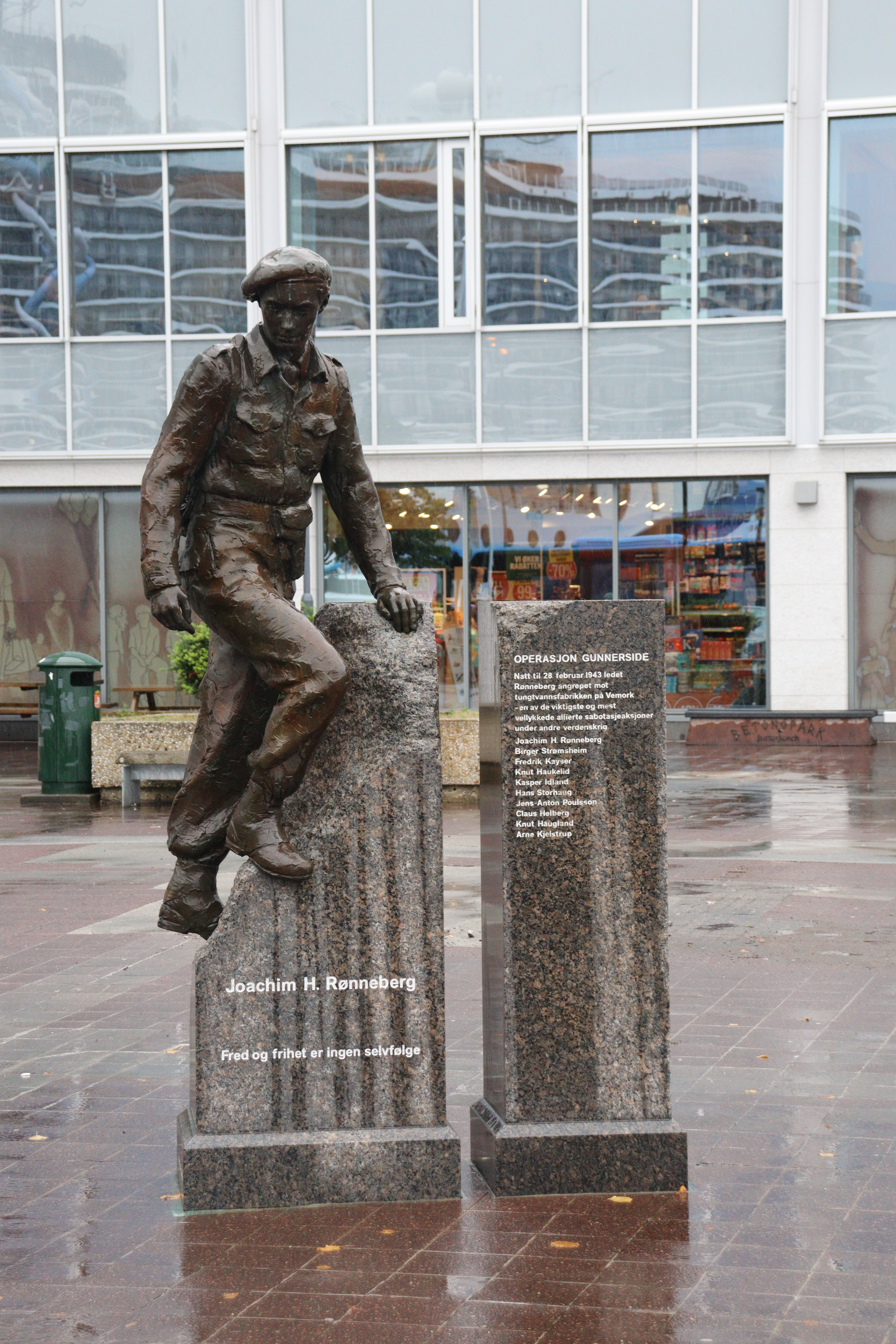
Socha Joachima Rønneberga v Ålesundu.

Za své služby během druhé světové války obdržel medaili svatého Olafa s dubovou ratolestí, medaili za obranu 1940–1945 a medaili 70. výročí narození krále Haakona VII.
V roce 2015 vytvořil norský sochař Håkon Anton Fagerås bronzovou sochu, kterou odhalila princezna Astrid Norská v Ålesundu.